# Karl Philipp zu Schwarzenberg
Karl Philipp Fürst zu Schwarzenberg, avstrijski feldmaršal in politik, * 18. april 1771, † 15. oktober 1820.
1. 1 2 3  Record #118763032 // Gemeinsame Normdatei — 2012—2016.
2. 1 2  data.bnf.fr: platforma za odprte podatke — 2011.
3. ↑  Encyclopædia Britannica